# Traces de pas de Happisburgh

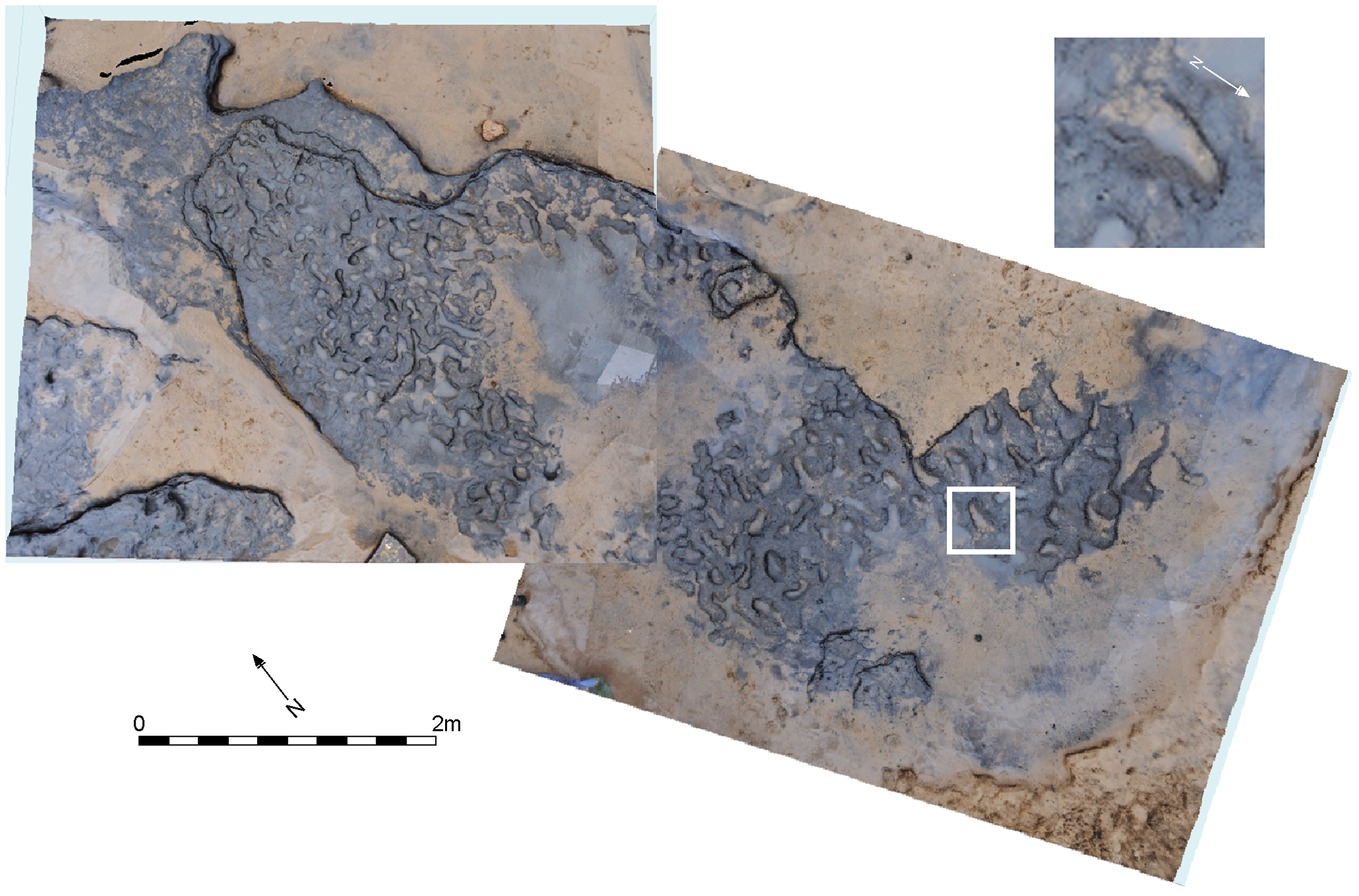
Prise de vue verticale du site avec une vue agrandie d'une empreinte faisant apparaitre la marque des orteils.

Les traces de pas de Happisburgh sont un ensemble d'empreintes fossiles de pieds humains datant de la fin du Pléistocène inférieur. Elles furent découvertes en mai 2013 dans une couche de sédiments mise à nu par l'érosion du littoral, sur une plage de Happisburgh, dans le Norfolk, à l'est de l'Angleterre. Elles furent détruites par la marée dans les jours qui suivirent. Selon les résultats des travaux de recherche rendus publics le 7 février 2014, ces empreintes datent de plus de 800 000 ans et sont donc les plus anciennes empreintes de pas humains trouvées en dehors de l'Afrique,,,.
Avant la découverte de Happisburgh, les plus anciennes traces de pas trouvées en Grande-Bretagne avaient été découvertes à Uskmouth, en Galles du Sud, et datées par le carbone 14 de 4600 av. J.-C..

## Découverte
Les empreintes de pas ont été découvertes en mai 2013 par Nicholas Ashton, conservateur au British Museum, et Martin Bates, de l'université du pays de Galles Trinity Saint David, qui effectuaient des recherches dans le cadre du projet Pathways to Ancient Britain. Les traces de pas ont été trouvées à marée basse dans des sédiments partiellement recouverts de sable de la plage sur l'estran, à Happisburgh. Les sédiments se sont déposés dans l'estuaire d'un cours d'eau depuis longtemps disparu et ont été par la suite recouverts de sable, préservant leur surface. La couche de sédiments est située au pied d'une falaise sur la plage, mais après des orages, la couche de sable protectrice a été emportée et les sédiments se sont retrouvés exposés,. En raison de la mollesse des sédiments, qui se trouvent sous la ligne de marée haute, l'action des marées les a érodés, et, en deux semaines, les empreintes ont été perdues.
Bien que les chercheurs n'aient pu préserver les empreintes, ils ont travaillé pendant les périodes de marée basse, bien souvent sous la pluie battante, pour enregistrer des images 3D de toutes les traces de pas, utilisant les techniques de la photogrammétrie. Les images ont été analysées par Isabelle De Groote, de l'université de Liverpool John-Moores, qui a été en mesure de confirmer que les creux dans les sédiments étaient bien des empreintes de pas humains,.
Les résultats liés à la découverte ont été rendus publics par Nicholas Ashton et les autres membres de l'équipe de recherche en février 2014 dans la revue scientifique PLOS ONE.

## Description
152 traces de pas ont été trouvées dans une zone couvrant près de 40 m2. Douze de ces empreintes sont en grande partie complètes et deux montrent des détails des orteils. Une reconstitution en 3D permet d'identifier les traces de pas d'environ cinq individus, dont trois adultes et deux enfants. Les empreintes mesurent entre 140 et 260 mm, ce qui correspondrait à des hauteurs d'homme comprises entre 90 cm et 1,70 m. On suppose que les individus qui ont fait ces empreintes font partie de l'espèce Homo antecessor, connue pour avoir vécu dans les montagnes d'Atapuerca, en Espagne, il y a environ 860 000 ans. Aucun fossile humain n'a été trouvé à Happisburgh.

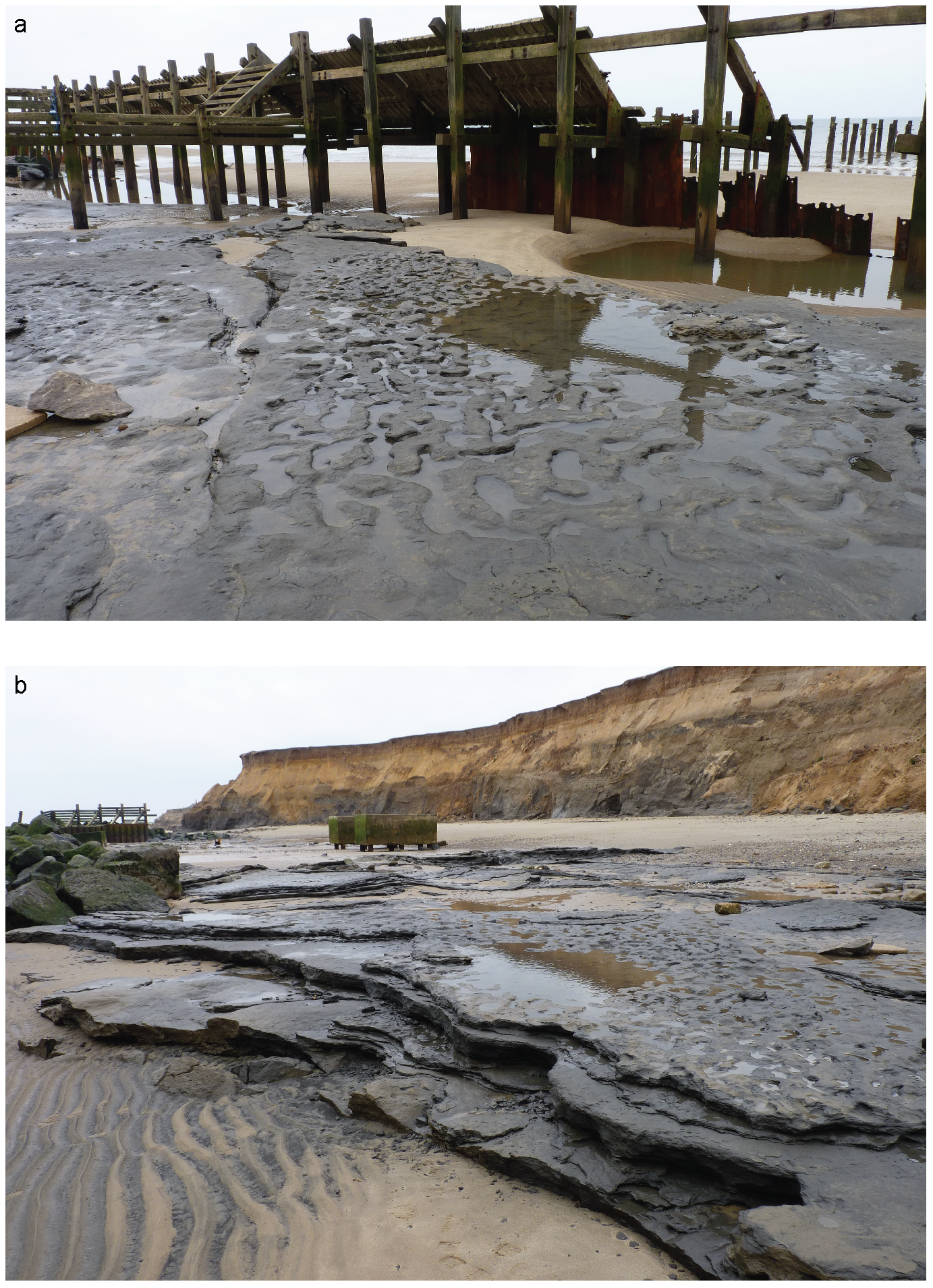
Photographies du secteur A à Happisburgh montrant : (a) vue vers le nord de la surface marquée d'empreintes ; (b) vue vers le sud de la surface marquée d'empreintes, montrant également les différentes couches de sédiment.

Les analyses montrent que le groupe de peut-être cinq individus marchait vers le sud (vers l'amont), le long de vasières situées dans l'estuaire de l'ancien cours de la Tamise, qui se déversait dans la mer plus au nord qu'elle ne le fait aujourd'hui (le sud-est de la Grande-Bretagne était relié au continent européen à cette époque),. Les archéologues pensent que le groupe cherchait dans les vasières des produits de la mer, tels que des vers de vase, des fruits de mer, des crabes ou du varech. Il est possible que le groupe ait vécu sur une île située dans l'estuaire (ile avec une forêt constituée de pins, d'épicéas, avec quelques bouleaux, des aulnes et des bruyères), qui leur fournissait un abri contre les prédateurs, et qu'ils quittaient leur île pour se rendre sur le rivage à marée basse.

## Datation
Le site de Happisburgh est trop ancien pour utiliser la datation par le carbone 14, qui n'est pas appropriée pour les sites vieux de plus de 50 000 ans. La datation du site s'est plutôt faite à l'aide de la stratigraphie, du paléomagnétisme, et grâce à la présence de flore et de faune fossiles dans les sédiments. L'ensemble des preuves semble indiquer que les sédiments se sont déposés à la fin d'une période d'inversion du champ magnétique terrestre, il y a entre 780 000 et 1 million d'années.
L'âge exact des sédiments dans lesquels ont été trouvées les empreintes n'a pas encore été déterminé. Des signatures magnétiques présentes à l'intérieur des dépôts sédimentaires indiquent qu'elles ont été déposées entre les deux dernières inversions magnétiques : l'inversion Brunhes-Matuyama, il y a 781 000 ans, et l'inversion Jaramillo (en), il y a entre 950 000 et 1 million d'années. Les preuves données par la flore et la faune fossiles, comme des dents de campagnols fossilisées, qui donnent des indications de datation très précises, font remonter la date possible à au moins 840 000 ans. Sur cette base, deux dates possibles pour la déposition des sédiments où ont été retrouvées les empreintes ont été proposées, soit il y a 850 000 ans, soit il y a 950 000 ans, mais des recherches supplémentaires sont nécessaires pour déterminer laquelle est correcte,.

## Géographie du Pléistocène

Carte montrant la situation de Happisburgh il y a 800000 ans

À l'époque où vivaient les hommes de Happisburgh, un pont terrestre existait entre la Grande-Bretagne et la France, avant que se forme la Manche il y a environ 450 000 ans. La Tamise coulait plus au nord qu'elle ne le fait aujourd'hui, avant de converger avec l'ancienne rivière Bytham, tandis que les paysages d'une grande partie du Norfolk et du Suffolk d'aujourd'hui étaient composés d'une série de crêtes argileuses et de creux, connus sous le nom de East Anglian Crag Basin. Happisburgh se trouvait à environ 25 km plus à l'intérieur des terres qu'il ne l'est aujourd'hui, et était le lieu d'un ancien estuaire où la Bytham et la Tamise convergeaient pour se déverser ensuite dans ce qui devait être alors une baie maritime.
Lorsque les traces de pas ont été faites, l'estuaire pourrait avoir occupé une vallée ouverte et herbeuse, entourée de forêts de pins, avec un climat similaire à celui du sud de la Scandinavie d'aujourd'hui. Il pourrait avoir été peuplé de mammouths, de rhinocéros, d'hippopotames, de grands cerfs et de bisons, qui étaient chassés par des tigres à dents de sabre, des lions, des loups et des hyènes. En plus de la quantité abondante de gibier et de plantes comestibles, les graviers de la rivière étaient riches en silex, que les premiers hommes ont pu utiliser.

## Analyse
Les découvertes faites à Happisburgh constituent les premières traces d'humains archaïques trouvées si loin au nord. Les paléoanthropologues pensaient que les hommes de cette époque avaient besoin d'un climat plus chaud, mais les occupants du site préhistorique de Happisburgh se sont adaptés au froid, ce qui suggère qu'ils avaient développé des méthodes avancées de chasse, d'habillement, de construction d'abris et de moyens de chauffage plus tôt que ce que l'on pensait auparavant.